# Remolino (kulle)
Remolino är en kulle i Antarktis. Den ligger i Sydshetlandsöarna. Argentina, Chile och Storbritannien gör anspråk på området. Toppen på Remolino är 74 meter över havet.
Terrängen runt Remolino är platt västerut, men österut är den kuperad. Havet är nära Remolino västerut. Trakten är glest befolkad. Närmaste befolkade plats är Maldonado Station, 9,2 kilometer sydväst om Remolino. 